# Saint-Arnac
Saint-Arnac en francés y oficialmente, Cantarnac en occitano , es una localidad y comuna francesa, situada en el departamento de Pirineos Orientales, región de Languedoc-Rosellón e histórica de Fenolleda.
Sus habitantes reciben el gentilicio de saintarnacois en francés.

## Etimología
El nombre proviene del latín Centernaco; ya en el siglo XII parece mencionada como Sent Ernach y posteriormente como Sant Arnach.

## Demografía
| 88 | 95 | 67 | 68 | 65 | 82 |
| Para los censos de 1962 a 1999 la población legal corresponde a la población sin duplicidades (Fuente: INSEE [Consultar]) |    |    |    |    |    |

## Lugares de interés
- Iglesia románica del siglo XII, en el centro de la localidad.